# Tulagi
Tulagi, moins fréquemment Tulaghi, est une petite île (5,5 x 1 km²) dans les Salomon, au large de la côte sud de l'île Floride. La ville du même nom que l'île (1 333 habitants en 2009) était la capitale du Protectorat des Salomon de 1896 à 1942, et est aujourd'hui la capitale de la Province centrale.
L'île a été choisie à l'origine par le Britannique Charles Woodford car relativement isolée et plus saine que les plus grandes  îles des Salomon.

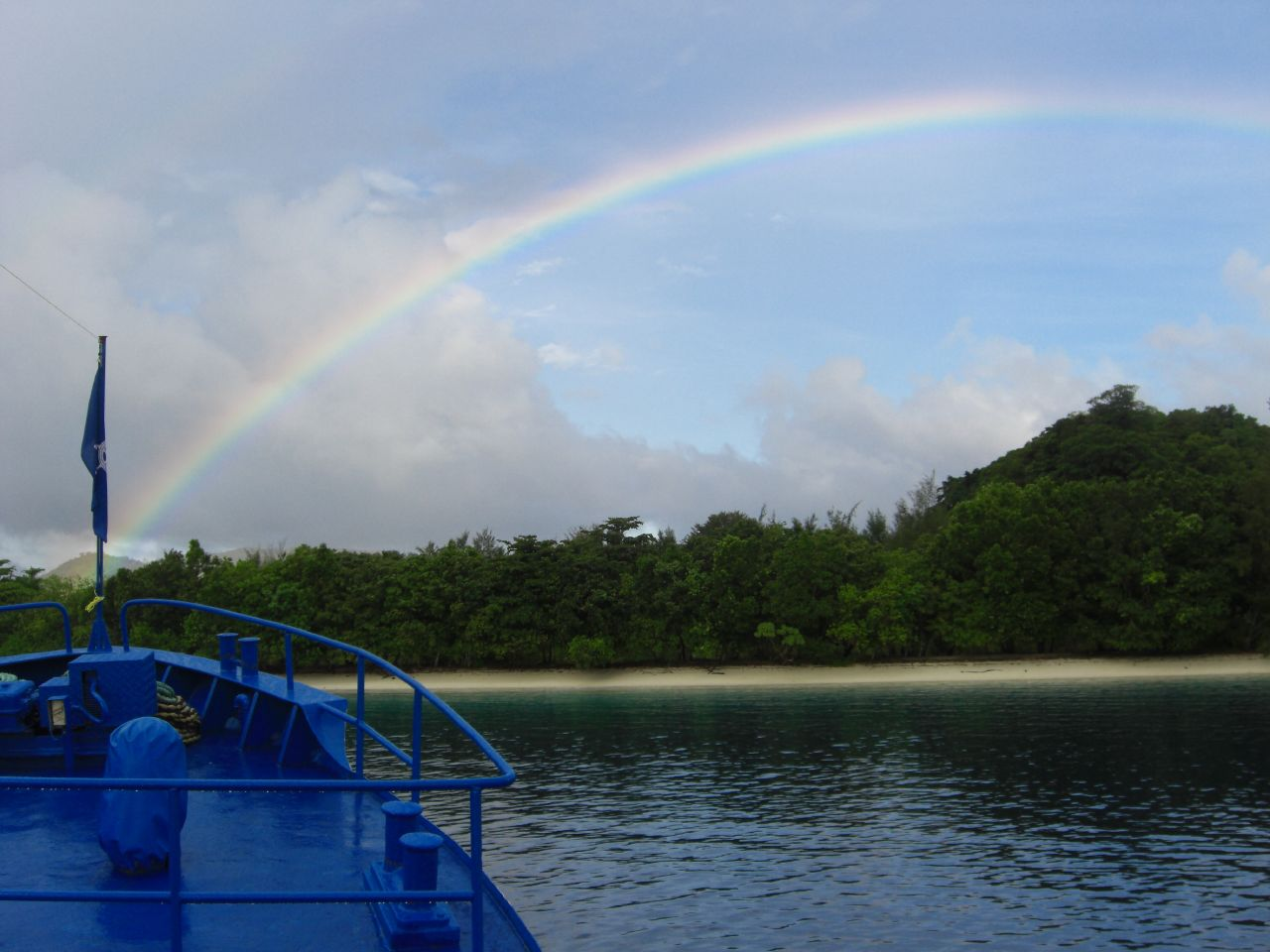
Arc-en-ciel sur l'île de Tulagi

## Seconde Guerre mondiale
Les Japonais ont occupé Tulagi le 3 mai 1942, avec l'intention de mettre en place une base d'hydravions à proximité (voir Invasion de Tulagi). Les navires situés dans le port de Tulagi ont été attaqués par des avions du porte-avion américain Yorktown le jour suivant en prélude à la bataille de la mer de Corail.
Les forces américaines, principalement le 1er Raiders de Marine ont débarqué le 7 août et pris Tulagi dans le cadre de l'opération Watchtower après une journée de durs combats.
Après sa prise, l'île a accueilli pendant un an une flotte de PT boats -dont le PT-109 de John Fitzgerald Kennedy- ainsi que d'autres installations auxiliaires.
Un petit dispensaire de 20 lits a fonctionné à Tulagi jusqu'à sa fermeture en 1946. L'île a également fait partie de la baie Purvis, qui a accueilli de nombreux navires de la Marine des États-Unis en 1942 et 1943.

## Après-guerre
L'actuelle Tulagi dispose d'une flotte de pêche.

## Source
- (en) Cet article est partiellement ou en totalité issu de l’article de Wikipédia en anglais intitulé « Tulagi » (voir la liste des auteurs).